# تلفزيون المسار
تلفزيون المسار قناة فضائية ليبية إخبارية تأسست بقرار 59 من الحكومة الليبية لسنة 2021، تبث على قمر يوتلسات 7.

## من برامج القناة
- شط الحرية
- شأن عام
- مسار الأخبار

## روابط خارجية
- البث المباشر